# Amphinema gordini
Amphinema gordini is een hydroïdpoliepensoort uit de familie van de Pandeidae. De wetenschappelijke naam van de soort is voor het eerst geldig gepubliceerd in 2012 door Fuentes, Gili & Lindsay.